# Sargonid Seal
Sargonid Seal — третий студийный альбом немецкой готической группы Garden Of Delight, вышедший в 1993 году на лейбле Dion Fortune Records.

## Об альбоме
Sargonid Seal был записан всего за два месяца. Его выход сопровождали ещё два релиза — сингл «Shared Creation» и компиляция Nava, выпущенная ограниченным тиражом в 343 экземпляра. Диск имел успех у слушателей и достиг девятнадцатого места в немецком альтернативном чарте, а на песню «Shared Creation» был снят видеоклип, показанный итальянским частным телеканалом TAR2.

## Тематика и стиль
Как и предыдущие работы группы, альбом посвящён преимущественно оккультизму и шумерской мифологии. Кроме того, в текстах некоторых песен имеются явные отсылки к творчеству Говарда Лавкрафта. По мнению Брайана Стэблфорда, лавкрафтианские мотивы в текстах песен, впервые проявившиеся именно на Sargonid Seal, обязаны своим появлением прежде всего пришедшим в группу Адриану Хейтсу и Тому О’Коннеллу.
Музыкальные критики высоко оценили альбом, отметив высокое качество записи, интересные клавишные партии и выход на первый план мелодичного гитарного звука, а также существенное влияние Fields of the Nephilim. Брайан Стэблфорд также отметил, что на этом альбоме практически нет эмбиентно-авангардных композиций, характерных для более ранних работ коллектива.

## Список композиций
Все тексты: Артауд Сет. Музыка: Garden Of Delight.
1. «Silent Gate» — 5:19
2. «Shared Creation» — 4:22
3. «The Seal» — 7:13
4. «Gods And Myths on Sargonid Seals» — 6:14
5. «Opened Paradise» — 5:12
6. «The Lost Gods» — 5:20
7. «Confessions of a Captured Cultist» — 4:58

## Участники записи
- Артауд Сет — вокал, программирование
- Том О’Коннелл — гитара
- Адриан Хейтс — бас-гитара